# اتحاد شركات التسجيلات المجرية
اتحاد شركات التسجيل المجرية (بالمجرية: Mahasz)‏ وهو اتحاد مجري يختص بصناعة الموسيقى تأسس في سنة 1992، ويقوم هذا الاتحاد بتوزيع جوائز الموسيقى المجرية كل عام، ويظهر ترتيب أعلى التسجيلات مبيعاً وشهرة في المجر من الأغاني والألبومات الموسيقية كل أسبوع.

## وصلات خارجية
- الموقع الرسمي